# Gardenia pseudopsidium
Gardenia pseudopsidium là một loài thực vật có hoa trong họ Thiến thảo. Loài này được Blanco mô tả khoa học đầu tiên năm 1837.